# Доситеј Обрадовић
Доситеј Обрадовић (рођен Димитрије; Чаково, 1739 или 1742. — Београд, 28. март 1811) био је српски књижевник, преводилац, просветитељ и реформатор револуционарног периода националног буђења и препорода. Био је оснивач и професор Велике школе, претече Београдског универзитета. Он је био први попечитељ просвете у Совјету и аутор свечане песме „Востани Сербије“.
Рођен је у данашњем румунском делу Баната, тадашње Хабзбуршке Аустрије. Школовао се за калуђера, али је напустио тај позив и кренуо на путовања по целој Европи, где је примио идеје европског просветитељства и рационализма. Понесен таквим идејама радио је на просвећивању свог народа, преводио је разна дела међу којима су најпознатије Езопове басне, а потом је и сам писао дела, првенствено програмског типа, међу којима је најпознатије „Живот и прикљученија“. Његови остаци почивају у Београду, на улазу у Саборну цркву, иако је његова изричита жеља била да буде сахрањен поред Хајдучке чесме у београдском Кошутњаку.

## Биографија
Доситеј Обрадовић је рођен по једном извору 1739-1740. године, а по другом - 1742. или 1743. године у Чакову у српско-румунском месту у Тамишком Банату. Отац му се звао Ђурађ, а по занимању био је ћурчија и трговац, а мајка Круна била је кћи Ранка Паункића из Семартона. Његов отац је умро око 1748. године и после смрти оставио је удовицу и четворо мале деце. Мати Круна умире ускоро, око 1752. године, а деца су се растурила по породици. Мали Димитрије допадне једном тетку. Учио је основну школу у месној српској школи, и како се одликовао љубављу према књизи, тетак је имао намеру да га школује за попа. Читање житија светаца инспирисало је дванаестогодишњег дечака, и једном приликом хтеде са једним просјачким калуђерима из Дечана да бежи у Османско царство, у пустињу да се посвети. Тетку се ово није свидело те га је одвео назад у Темишвар, код једног јорганџије.

## Калуђер Доситеј
Када се прва повољна прилика указала, он је имао жељу да оде у пустињаке и светитеље. Оставио је занат, родбину и завичај, и 31. јула 1757. године дошао у фрушкогорски манастир Хопово. Хоповском игуману Теодору Милутиновићу допао се бистар дечко који је већ лепо знао да чита, и узео га за свога ђака. Димитрије се посветио изучавању живота светаца и по узору на њих живи испоснички живот. 17. фебруара 1758. године је закалуђерен, и добио је име Доситеј, једног од својих светих узора, старог хришћанског свеца који је, као младић из богате куће, оставио свет и побегао у самоћу и мучио своје тело, гладујући, у силним молитвама и метанисањима. 16. априла 1758. године, у Карловцима, је рукоположен за ђакона. Велика и искрена побожност, дуги постови и честе молитве малога дијакона разгласили су га по целом Срему, и болесници су почели долазити да им он чита молитве.
Стални подсмеси са свих страна, низак живот манастирске братије, прозаична стварност, разбијају младом испоснику илузије о калуђерском светитељству. Он почиње сумњати у оно што је слепо веровао. Затим, видик његова духа који се почео ослобађати, ведри се и проширује. Он почиње читати и грађанске књиге, самообразује се, учи латински језик, зажели више знања и праве науке. Калуђери му чине сметње, и он са њима долази у сукоб. Када је у пролеће умро његов добротвор Теодор Милутиновић, прекинула се и последња веза која га је држала за манастир. 2. новембра 1760. он је напустио манастир. Ово бекство младог ђакона било је, по речима Ватрослава Јагића, за српску књижевност оно што је за муслиманство било бекство Мухамеда из Меке у Медину. Преко Славоније дошао је у Загреб, где је приватно учио латински језик, и у пролеће 1761. године преко Лике, оде у северну Далмацију, са намером да учитељујући заштеди нешто новаца, па после са том уштедом да оде на школовање у Русију.
Од 1761. до 1763. године био је учитељ у српској школи при цркви Св. Ђорђа у Книнском Пољу, где је задовољно провео три године свога живота, научивши и нешто италијанског језика. Жеља ка учењу која га је из манастира извукла гонила га је напред. И када је уштедео колико је мислио да му је потребно, он се понова отиснуо у свет. Разболевши се на путу за Свету гору, он је до почетка 1764. године учитељевао при манастиру Свете Петке у манастиру Маинама, у Боки которској, и тада га је црногорски владика Василије Петровић рукоположио за свештеника. Лазар Томановић наводи податак да је Доситеј рукоположен за свештеника у манастиру Стањевићи од митрополита Василија, на Ускрс 1764. и да је провео јесен и зиму у манастиру св. Петке под Маинама, где су митрополити црногорско-приморски имали своје домове, винограде и маслине. Писао је владици Петру 1805. године, који је био архиђакон при његовом рукоположењу, кад је чуо да је владика сишао у Боку, како би добро било, да у ком лепом крају Србије подигне једну вишу школу са малом штампаријом. А тај крај Србије је био у Боки, изнад Будве. Ради обнове здравља вратио се опет у Далмацију, за учитеља у селу Голубић крај Книна, затим у Плавну 1770. године, а потом на Косово Далматинско и у манастир Драговић. У Далмацији је укупно провео једну деценију (1761—1771). У историографији се значај рада и живота Обрадовића у Далмацији или минимизирао или пренаглашавао. Он је сам наводио да је током тог периода живота стекао најлепше животне лекције и поставио темеље за наредне периоде живота и рада.

### Пут по Европи
Као учитељ и домаћи васпитач, или као манастирски гост, обишао је скоро цео Балкан и Малу Азију, затим државе Италије, државе Немачке, Краљевину Француску, Краљевину Британију, Хабзбуршку монархију  и Руско царство. У Смирни је провео три године, као ђак чувене грчке богословске школе Јеротеја Дендрина. Ту и на Крфу добро је научио грчки језик, књижевност и филозофију. Школу је морао да напусти због избијања руско-турског рата 1787. године. После тога поново живи у Далмацији као учитељ у Книну, у школи на „Синобадовој главици“, затим у Задру и Трсту. Из Трста је отишао у Беч, где је провео пуних шест година у учењу немачког језика и културе. Портретисао га је у Бечу 1794. године српски сликар иконописац Арса Теодоровић. Као учитељ језика одлази из Беча у Карловце и Кнежевину Молдавију. Мантију је скинуо тек када се уписао у Халеу да слуша филозофију. Филозофске студије наставља у Лајпцигу и ту почиње и сам да пише. Године 1783, штампа своје прво дело „Живот и прикљученија“.
Путовао је још у Париз, Лондон и Русију, где је био позван за наставника једне војне школе.

### Први српски устанак
Први српски устанак га је затекао у Трсту. Он се од почетка ставља у службу српских устаника: прво је скупљао прилоге за њих, па је потом вршио разне поверљиве мисије између устаника и Русије и најзад коначно прелази у Карађорђеву Србију. Као најпросвећенији и најученији Србин свога времена, постао је први српски министар просвете, организовао је школе, мирио и саветовао устаничке вође, и био је Карађорђев лични секретар и саветник.
У Београду на "Великој пијаци" била је кућа у којој "живео, учио и умро" Доситеј Обрадовић. У тој кући је био једно време и Совјет српски смештен. Београдски фотограф Гантенбајн је за потребе Србског ученог друштва 1865. године направио шест снимака те куће. Умро је 1811. године у Београду и сахрањен испред Саборне цркве у Београду. Његово тело је два пута измештано, најпре 1837. због зидања нове Саборне цркве уместо старе која је срушена, и други пут 1897. да би се његов гроб поставио напоредо са гробом Вука Караџића, који је те године пренет из Беча. Током 2011. обележено је 200 година од његове смрти.

## Књижевни рад и критички осврт
Први његови рукописни радови само су превод или прерада популарних практично-моралних списа новогрчких и италијанских. Тако, „Буквица“ је један мали превод из Јована Златоуста намењен поп-Аврамовој кћери Јелени из Косова поља ниже Книна. Доситеј је тада (1765. године) написао прву књигу „на прост српски језик", и тиме ударио основ за свој богати и плодоносни књижевни рад. „Христоитија“ превод једног новогрчког дела из XVIII века, „Басне“ су превод Езопа, Федра, Лафонтена и Лесинга. Уз басне је Доситеј додавао своја значајна „наравоученија“, као моралне коментаре појединих басни.
Своја главна и најбоља дела почиње објављивати од 1783.

### Доситејево просветитељство
Прво је штампао ,,Живот и прикљученија“ у којем је испричао свој живот од рођења до тридесет и девете године и своју биографију пропратио рефлексијама о потреби школа и науке и о духовној заосталости калуђера, које оштро напада. После тога штампа „Совјете здравога разума“, изабране мисли и савете учених људи с разних језика преведене. То су морални и полемични огледи, пуни просветитељских мисли. Затим објављује „Собраније“, збирку огледа из морала и практичне филозофије: о патриотизму, о љубави к наукама, о лажи, о читању, о умерености итд. Ту има неколико моралних прича, као она Мармонтелова „Лаузус и Лидија“, или Лабријерова „Ирена"; ту је и више источњачких прича моралне или филозофске тенденције; ту је и Лесингова комедија „Дамон“. — Доситеј је и преводио са разних језика: „Етику“ од италијанског писца Соавија и „Слово поучително“ од немачког протестантског мислиоца Цоликофера.

### Доситејев национални програм
Први Доситејев штампани рад је „Писмо Харалампију“, штампан у Лајпцигу као позив за претплату на „Совјете здравог разума“. То је његово чувено програмско писмо, где су у виду манифеста изложене његове основне идеје. У облику писма једноме пријатељу, тршћанском трговцу, Харалампију (иначе Србину из Хрватске), Доситеј излаже да је намеран штампати за народ једну књигу на простом народном језику за просте сељаке. Он је написао да од Јадранског мора до реке Дунав живи један народ који једним језиком говори:
Ко не зна да житељи чрногорски, далматски, херцеговски, босански, сервијски, хорватски (кромје мужа), славонијски, сремски, бачки и банатски осим Вла(х)а, једним истим језиком говоре? Говорећи за народе који у краљевствам и провинцијам живу, разумевам колико грчке цркве, толико и латинске следоватеље, не искључавајући ни саме Турке, Бошњаке и (Х)ерцеговце, будући да закон и вера може се променити, а род и језик никада. Бошњак и (Х)ерцеговац Турчин, он се Турчин по закону зове, а по роду и по језику, како су год били његови чукундедови, тако ће бити и његови последњи унуци Бошњаци и (Х)ерцеговци догод, Бог свет држи. Они се зову Турци док Турци том земљом владају, а како се прави Турци врате у свој вилајет откуда су про'зишли, Бошњаци ће остати Бошњаци и биће што су њи(х)ови стари били. За сав, дакле, српски род ја ћу преводити славни(х) и премудри(х) људи мисли и совете желећи да се сви ползују.

### Верска трпељивост
Мисао о верској трпељивости и равноправности, коју је примио од филозофа XVIII века, помогла му је да се уздигне над старинским схватањем национализма по вери. Прокламујући народно јединство одлучно и потпуно, он ипак не проповеда шовинизам и искључивост, већ непрекидно позива и упућује народ да прими од других културних народа оно што је код њих боље и напредније. Цела се његова делатност управо на то и своди. Он је једно време веровао да ће Јосиф II ослободити Србе од турског ропства, али чим је видео да је ту историјску улогу преузела Србија са Карађорђем на челу, он долази у њу и на делу почиње спроводити оно што је раније писао и мислио.

### Рад на популаризацији науке
Место племенског и вероисповедног схватања нације он је поставио ново и савремено. Али и у књижевности и нашој култури уопште он ствара ново и руши старо. До њега, књижевност је била локалног, племенског или вероисповедног карактера, писана покрајинским наречјем или језиком одговарајуће вероисповести. Доситеј први свесно ствара праву националну књижевност на чистом народном језику, намењену најширим слојевима српског народа. До њега, на књижевности су поглавито радили црквени људи за црквене потребе; он кида са традицијом и почиње уносити у народ напредне идеје са Запада, оно што је научио и примио из рационалистичке филозофије XVIII века. Његово знање је било обимно и разнолико: прошао је кроз духовни утицај верске мистике, руске догматичке књижевности, грчких црквених реформатора, немачког протестантизма и француског и енглеског рационализма. Он купи и прерађује велике истине, поучне и лепе мисли из свих времена и од свих народа, од Платона и Аристотела до Лабријера, Молијера, Лесинга и Волтера. Као убеђени присталица рационалистичке филозофије, Доситеј верује у свемоћ разума и науку истиче изнад свега. Учинити науку и филозофију доступним свима људима, и оним у најзабаченијим селима, — то је он поставио као највише начело. Сви његови радови су углавном збирке преведених и прерађених „разних поучних ствари“, од „свега помало али лепо“, како сам каже.

### Педагогија и васпитање
Као практичан мислилац и народни учитељ, он науку и књижевност сматра само као средство да се код човека развије „човекољубље и добра нарав“, све своди на васпитање младежи и сматра „ту ствар најнужнију и најполезнију чловеку на свету“. Кад говори о васпитању, Доситеј не мисли само на васпитање мушке деце већ и женске. Место источњачког и патријархалног схватања женине улоге у друштву он поставља ново схватање у духу рационалистичке филозофије запада: тражи да и женска деца уче не само читање и писање већ сва знања доступна мушкарцима, како би боље одговорила својим дужностима као кћери, супруге и мајке и како би што више помогла општем просветном и моралном напретку.

### Тумач тежњи будућег грађанског сталежа српског
Раскалуђер и присталица европске рационалистичке филозофије, Доситеј, одушевљено је бранио верске реформе Јосифа II, који је растурао калуђерске редове, манастире претварао у школе и болнице и предузео читав низ законских мера против празноверја, верске заслепљености и огромног броја празника. Његово дело Живот и прикљученија углавном је написано у виду оштре и смеле критике калуђерског реда. Он устаје против верског фанатизма и искључивости, против црквеног формализма и догматизма, једном речју против свега што је у супротности са правим јеванђелским учењем и правим хришћанством.
Доситеј се залагао за верску сношљивост и за преображај цркве према захтевима здравог разума. Проповедајући такве идеје, Доситеј није само следбеник западне савремене филозофије, већ уједно тумач тежњи и жеља грађанског и световног српског друштва, које се већ и раније почело борити против свемоћне теократије црквене. Зато је Доситеј имао велики број читалаца и у току свог живота био најпопуларнији као критичар цркве.

### Народни језик у Доситејевим делима
У погледу језика Доситеј је претеча Вука Караџића, иако српски народни језик он није узео из разлога књишких и програмских, већ просто као средство да га прости „сељани и чобани“ могу разумети и да се просвета лакше и брже шири. Истина, код њега има доста граматичких грешака, позајмљених речи и синтактичких облика из туђих језика, но то је сасвим разумљиво код једног писца који је рођен далеко од народног центра, који је већи део живота провео на страни и који је принуђен да ствара књижевни језик од простог народног језика, још неразвијеног и сиромашног. Па ипак, његов стил се одликује необичном једноставношћу и топлином, која је била права реткост и код савременијих писаца.

### Рационалиста и реформатор европски
Доситеј је несумњиво најпотпунији и најизразитији представник оног дела нашег народа који у рационалистичкој култури западне Европе види свој узор и свој идеал, права супротност Вуку Караџићу, који је романтичарским генерацијама открио култ народне песме и обичаја. Доситеј је велики реформатор и просветитељ народни, један од оних који се ретко сусрећу на почетку једне нове епохе и који смело кидају са традицијама и отварају нове видике. Па ипак, он је са потцењивањем гледао на основе наше старе културе и, као убеђен рационалиста, веровао да се разумом може брзо изменити прошлост и наслеђе и створити нови поредак и нова култура.

## Наслеђе
Кућа у којој је рођен Доситеј у Чакову, у Румунији, и данас постоји. То је реновирана приземна „прека” кућа у данашњој улици Доситеја Обрадовића бр. 11, надомак српског православног храма. На тој кући је први пут постављена спомен-плоча 1861. године током свечаности обележавања пола века од његове смрти. Другим поводом 1911. године, када се обележавао век од његовог упокојења, постављена је на тој кући друга спомен-плоча, на којој пише да је Доситеј ту рођен 1739. године. Међутим, пошто се значајно променио национални састав села, и та кућа је до почетка 21. века била власништво једне румунске породице. Током 2004. године, кућа је откупљена и под надзором Матице српске и Института за књижевност и уметност реновирана. Исте године је, 17. септембра, у Вршцу основана „Задужбина Доситеја Обрадовића“ чије је власништво Доситејева кућа у Чакову. Задужбина се бави проучавањем стваралаштва Доситеја Обрадовића и његовог утицаја у просвети и науци, као и организовањем сусрета младих писаца и даровитих ученика из земље и иностранства. Задужбина издаје годишњу публикацију „Доситеј“ у Доситејевим данима и додељује две награде — „Доситејев штап“ и награду „Доситеј Обрадовић“ страном издавачу за посебан допринос превођењу књижевног стваралаштва и представљању културе Србије у иностранству. Једна од књига коју је задужбина објавила је „Доситејев ход“, збирка од 67 песама Мирка Магарашевића. Поред тога, задужбина издаје и часопис Доситејев врт. По њему је названа Улица Доситејева (Сомбор).

### Награде
- „Доситејева награда“
- „Доситејево перо"
- „Доситејев штап"
- „Доситеја" — награду талентованим и успешним ученицима и студентима који додељује истоимени фонд 1
- Награда Доситеј Обрадовић за животно дело
- Награда Доситеј Обрадовић страном издавачу

### У популарној култури
- Јастук гроба мог, телевизијска минисерија заснована на биографији Доситеја Обрадовића у режији Саве Мрмка је снимљена 1990. године у продукцији РТБ-а.[30][31][32]

### Списак културних установа које носе Доситејево име
- ОШ „Доситеј Обрадовић” у Београду
- ОШ „Доситеј Обрадовић” Чукарица
- ОШ „Доситеј Обрадовић” у Новом Саду[33]
- ОШ „Доситеј Обрадовић” у Врању[34]
- ОШ „Доситеј Обрадовић” у Сомбору[35]
- ОШ „Доситеј Обрадовић” у Пожаревцу[36]
- ОШ „Доситеј Обрадовић” у Врби[37]
- ОШ „Доситеј Обрадовић” у Крушевцу[38]
- ОШ „Доситеј Обрадовић” у Корају[39]
- ОШ „Доситеј Обрадовић” у Нишу[40]
- ОШ „Доситеј Обрадовић” у Иригу[41]
- ОШ „Доситеј Обрадовић” у Ћићевцу[42]
- ОШ „Доситеј Обрадовић” Волујац
- ОШ "Доситеј Обрадовић" у Зрењанину[43]
- ОШ „Доситеј Обрадовић” у Клупцима (општина Лозница)[44]
- ОШ „Доситеј Обрадовић” у Путинцима[45]
- ОШ „Доситеј Обрадовић” у Смедереву
- ОШ „Доситеј Обрадовић” у Добоју[46]
- ОШ „Доситеј Обрадовић” у Омољици (општина Панчево)[47]
- ОШ „Доситеј Обрадовић” у Бањој Луци
- ОШ „Доситеј Обрадовић” у Приједору[48]
- ОШ „Доситеј Обрадовић” у Партешу (општина Гњилане)[49]
- ОШ „Доситеј Обрадовић” у Теслићу (Блатница)[50]
- ОШ „Доситеј Обрадовић” Свође (Власотинце)[51]
- ОШ „Доситеј Обрадовић” у Белој Цркви[52]
- ОШ „Доситеј Обрадовић” у Бочару[53]
- ОШ „Доситеј Обрадовић” Враново
- ОШ „Доситеј Обрадовић” Ердеч
- Школски центар „Доситеј Обрадовић” Суботица
- Економско-трговинска школа „Доситеј Обрадовић” у Алибунару[54]
- Средња школа „Доситеј Обрадовић” у Крагујевцу[55]
- Дом културе „Доситеј Обрадовић” у Станишићу
- Културно-туристички центар „Доситеј Обрадовић” у Баточини[56]
- Библиотека „Доситеј Обрадовић” у Старој Пазови[57]

## Дела
- Слово поучитељно Госп. Георг. Јоакима Цоликофера, Лајпциг, 1774, 31 стр.
- Писмо Харалампију, 1783.
- Живот и прикљученија Д.О., Лајпциг, 1783.
- Совјети здраваго разума, Лајпциг, 1784, 119 стр.
- Езопове и прочих разних баснотворцев басне, Лајпциг, 1788, 451 стр.
- Песме о избавленију Сербије, Беч, 1789, 4 стр.[58]
- Собраније разних наравоучителних вешчеј, Пешта, 1793, 2 + стр.
- Етика или филозофија наравноучителна, Венеција, 1803, 160 стр.[59]
- Востани Сербије, 1804.
- Мезимац, Будим 1818, 230 + 11 стр.[60]
- Ижица, 1830
- Писма, Будим, 1829, 126 стр.
- Првенац, Карлштат, 1830, 17 + 168 стр.[61]
- Јастук рода мога (изгубљено дело), 1813.

Изабрана и сабрана дела
- Обрадовић, Доситеј: Дела Доситеја Обрадовића. Пето државно издање издано о стогодишњици смрти Доситеја Обрадовића, прир. Јован Скерлић, Милутин К. Драгутиновић, Милош Ивковић, Државна штампарија Краљевине Србије, Београд, 1911, 601.
- Обрадовић, Доситеј: Сабрана дела I 1811-1961, прир. Ђуро Гавела, Просвета, Београд, 1961, 858.
- Обрадовић, Доситеј: Сабрана дела II 1811-1961, прир. Јелена Шаулић и Ђуро Гавела, Просвета, Београд, 1961, 690.
- Обрадовић, Доситеј: Сабрана дела III 1811-1961, прир. Боривоје Маринковић, Просвета, Београд, 1961, 746.
- Обрадовић, Доситеј: Дела, прир. Никола Грдинић, Драганић-Библиотека града Београда, Београд, 2007, 486.
- Обрадовић, Доситеј: Писмо Харалампију, Живот и прикљученија, Сабрана дела Доситеја Обрадовића у шест књига, књ. 1, прир. Мирјана Д. Стефановић, Задужбина „Доситеј Обрадовић“, Београд, 2007, 230.
- Обрадовић, Доситеј: Басне; Истина и прелест; Пут у један дан, Сабрана дела Доситеја Обрадовића у шест књига, књ. 2, прир. Миодраг Матицки, Задужбина „Доситеј Обрадовић“, Београд, 2007, 283.
- Обрадовић, Доситеј: Совјети здраваго разума; Етика; Слово поучително господина Георгија Јоакима Цоликофера [с немецког језика преведено Доситејем Обрадовичем], Сабрана дела Доситеја Обрадовића у шест књига, књ. 3, прир. Душан Иванић, Задужбина „Доситеј Обрадовић“, Београд, 2007, 216.
- Обрадовић, Доситеј: Собраније разних наравоучителних вештеј; Мезимац, Сабрана дела Доситеја Обрадовића у шест књига, књ. 4, прир. Мирјана Д. Стефановић, Задужбина „Доситеј Обрадовић“, Београд, 2008, 308.
- Обрадовић, Доситеј: Списи из Далмације; Проповеди и беседе; Фрагменти из Србије, Сабрана дела Доситеја Обрадовића у шест књига, књ. 5, прир. Мирјана Д. Стефановић, Задужбина „Доситеј Обрадовић“, Београд, 2008, 240.
- Обрадовић, Доситеј: Песме; Писма; Документи, Сабрана дела Доситеја Обрадовића у шест књига, књ. 6, прир. Мирјана Д. Стефановић, Задужбина „Доситеј Обрадовић“, Београд, 2008, 362.

Преводи
- Слово поучително (Слово поучително господина Георгїа Їоакима Цоликофера, при реформатовь обшеству), 1784.[62]
- Истина и прелест, (кратка прича), 1788.
- Пут у један дан, (кратка прича), 1788.
- Езопове и прочих разних баснотворцев басне, 1788.[63]
- Изабране басне, 1800.[64]
- Христоитиа сиреч благи обичаи и Венац от алфавита, Пешта, 1826.[65][66]
- Буквице, Беч, 1830.[67]
- Етика
- Дамон[68]
- Инглеска изреченија